# Schulhaus Quader
Das Schulhaus Quader ist ein Schulhaus der Sekundarstufe I. Es liegt in Chur am Rand der Altstadt, direkt an der Quaderwiese. Das Oberstufenschulhaus ist eine Schuleinheit der Stadtschule Chur, welche die grösste öffentliche Schule im Kanton Graubünden ist.

## Geschichte

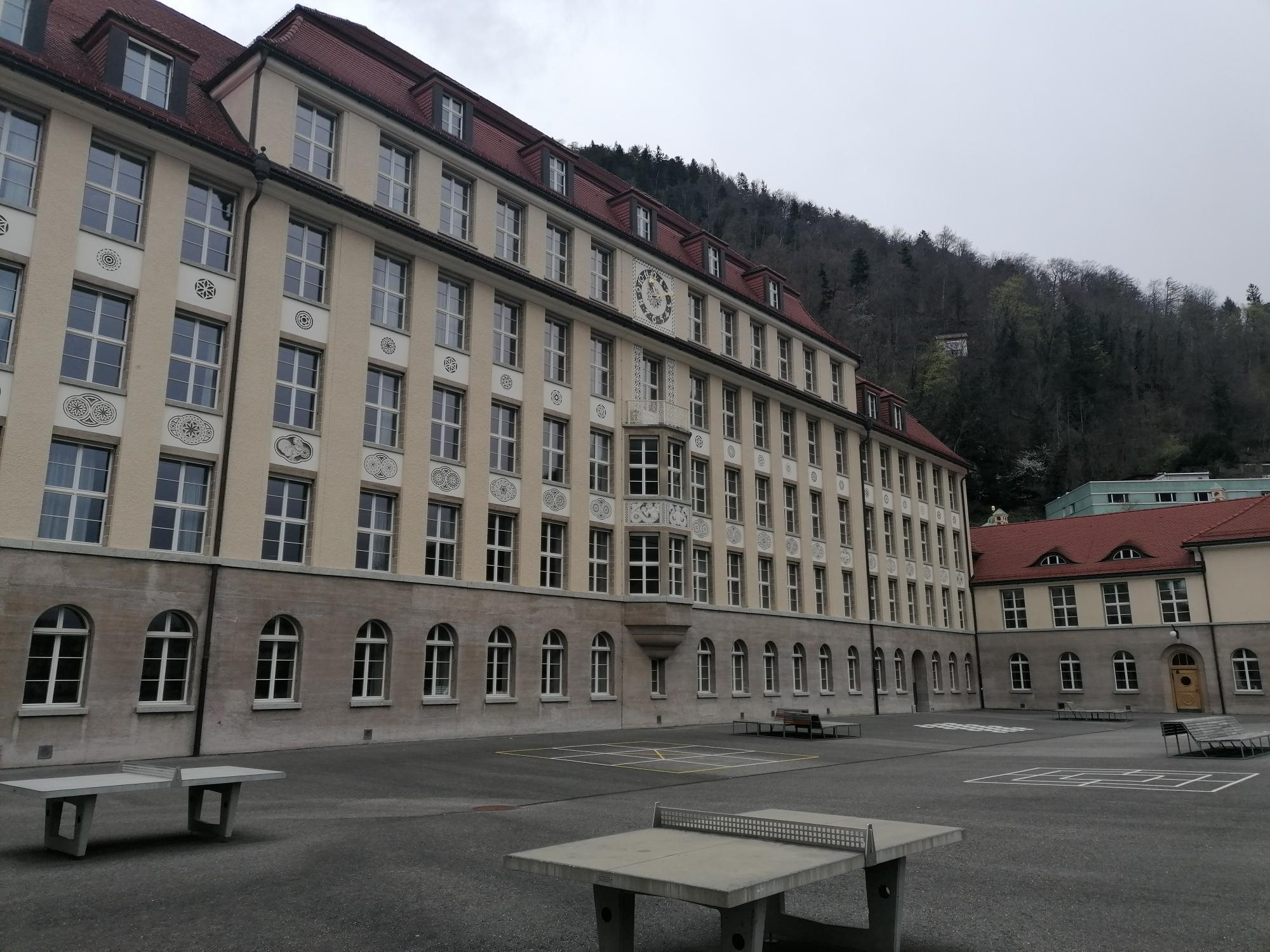
Hauptgebäude

Das Hauptgebäude wurde von den Architekten Schäfer und Risch in den Jahren 1913 und 1914 gebaut. Wegen des Ersten Weltkrieges durften die Schülerinnen und Schüler erst im November 1914 ins Schulhaus einziehen, weil die Armee das Gebäude für die Soldaten benötigte. Von 2011 bis 2014 wurde das Quaderschulhaus renoviert und ein neues Gebäude hinzugefügt, der sogenannte Neubau. 2014 wurde das Schulhaus 100 Jahre alt.

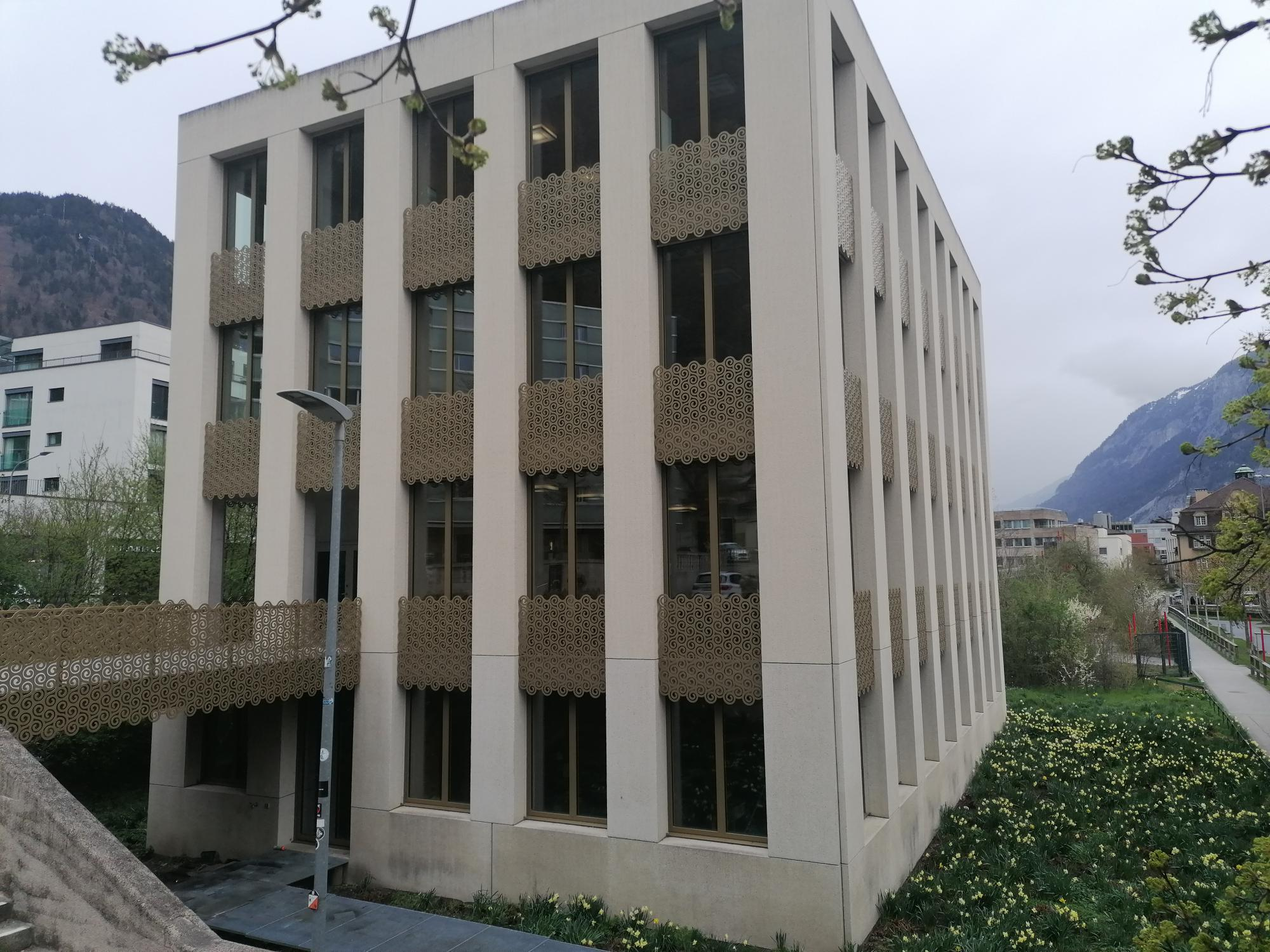
Neubau

## Gebäude
Das Schulhaus Quader ist hufeisenförmig. Es gehört zu den bedeutendsten öffentlichen Bauten der Stadt Chur und prägt als Baudenkmal das Areal der Oberen Quader. 2015 wurde das Schulhaus mit dem Architektur- und Ingenieurpreis erdbebensicheres Bauen ausgezeichnet.

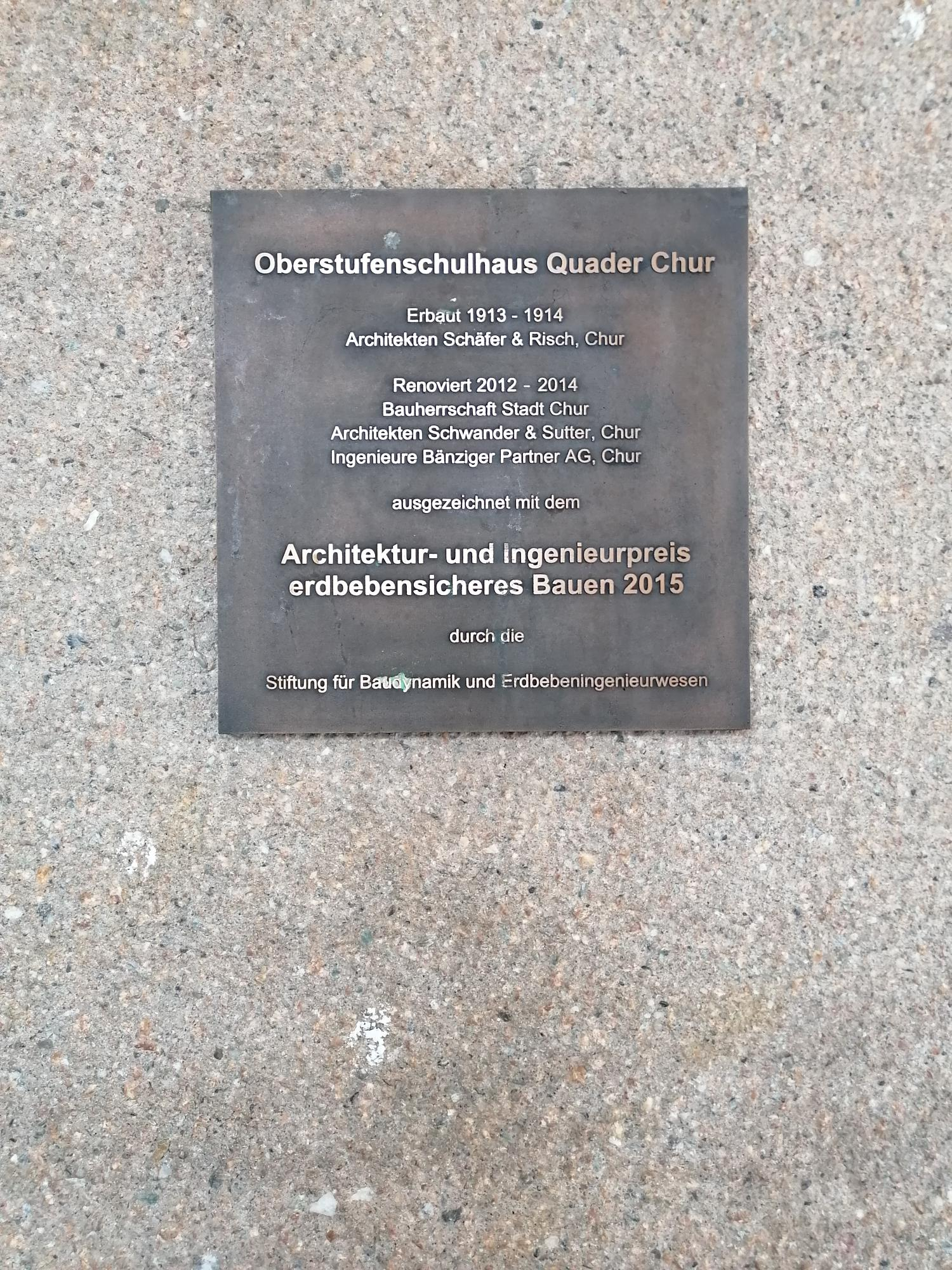
Architektur- und Ingenieurpreis erdbebensicheres Bauen 2015

## Organisation
Das Schulhaus beherbergt 18 Real- und Sekundarklassen mit 280 Schülerinnen und Schülern, die von 38 Lehrpersonen unterrichtet werden. Die Schule ist integrativ geführt. Neben der Schülerorganisation (SORQ) stehen Angebote des Mittagstischs, der Schulsozialarbeit und der Jugendarbeit zur Verfügung.

## Traditionen
Seit 1854 findet jeweils im Spätfrühling die traditionelle Maiensässfahrt statt. Die Schülerinnen und Schüler der gesamten Stadtschule Chur wandern an diesem Tag in Begleitung der Lehrpersonen zu den Churer Maiensässen hinauf. Der Tag beginnt frühmorgens und endet abends mit einem Umzug durch die Stadt. Abgeschlossen wird der Tag vor dem Schulhaus Quader auf der Quaderwiese. Hier singen Tausende Schülerinnen und Schüler gemeinsam mit Erwachsenen das Stadtlied und das Maiensässlied Stiller Berg, viel lieber Wald. Ein Höhepunkt des Abends ist, wenn eine Lehrperson vom Rednerpodest verkündet, dass am nächsten Tag schulfrei ist.
Neben der Maiensässfahrt findet jährlich der schulinterne Quaderball statt. Es handelt sich dabei um einen Tanzball, in welchem mit verschiedenen Aktivitäten das Gemeinschaftsgefühl gefördert wird. Das Motto wird jährlich von den Schülerinnen und Schülern neu gewählt.